# Großer Schoberstein
De Großer Schoberstein is een berg in de deelstaat Opper-Oostenrijk, Oostenrijk. De berg heeft een hoogte van 1.037 meter.
De Großer Schoberstein is onderdeel van het Höllengebergte.